# Les Amants de la nuit
Ne doit pas être confondu avec La Nuit aux amants.
Pour plus de détails, voir Fiche technique et Distribution.
Les Amants de la nuit (titre original : They Live by Night) est un film américain réalisé par Nicholas Ray, son premier film, réalisé en 1947 mais seulement sorti en 1949.
Prototype du genre « couple en cavale » ce film préfigure notamment Bonnie and Clyde.
Le film est l'adaptation du roman Thieves Like Us, écrit par Edward Anderson. En 1974, le roman est adapté une nouvelle fois par Robert Altman : Nous sommes tous des voleurs.

## Synopsis
Le jeune Bowie fait équipe avec les voleurs Chicamaw et T-Dub pour cambrioler une banque - il a besoin d'argent pour engager un avocat qui prouverait son innocence du meurtre dont on l'accuse.  Dans la cavale, Bowie trouve une sérénité éphémère dans sa rencontre avec la jeune Keechie.  Mais tout se complique lorsque ses complices se rappellent à son souvenir...

## Fiche technique
- Titre : Les Amants de la nuit
- Titre original : They Live by Night
- Réalisation : Nicholas Ray
- Scénario : Edward Anderson, Nicholas Ray, Charles Schnee
- Photographie : George E. Diskant
- Photographie de seconde équipe : Paul Ivano (non crédité)
- Montage : Sherman Todd
- Musique : Leigh Harline
- Direction artistique : Albert S. D'Agostino, Alfred Herman
- Décors : Darrell Silvera, Maurice Yates
- Producteur : John Houseman
- Société de production : RKO Pictures
- Pays d'origine :  États-Unis
- Langue : anglais
- Format : Noir et blanc — 35 mm — 1,37:1 — Son : Mono
- Genre : Film dramatique, film noir
- Durée : 95 minutes
- Dates de sortie : 
  - États-Unis : 26 octobre 1949

## Distribution
- Cathy O'Donnell : Catherine 'Keechie' Mobley, une jeune fille victime de mauvais traitements qu'épouse Bowie
- Farley Granger : Arthur 'Bowie' Bowers, un prisonnier évadé qui, lors de sa cavale vit un grand amour avec 'Keechie'
- Howard Da Silva : Chicamaw 'One-Eye' Mobley, un compagnon d'évasion de Bowie, un criminel endurci et brutal
- Jay C. Flippen : Henry 'T-Dub' Mansfield, l'autre compagnon d'évasion de Bowie, un criminel endurci
- Helen Craig : Mattie Mansfield, la gérante d'un motel, la belle-sœur de T-Dub, un temps associée au trio.
- Ian Wolfe : le pasteur Hawkins, qui marie Bowie et Keechie
- Will Wright : Mobley, le père de Keechie, frère de Chicamaw
- Marie Bryant : la chanteuse de la boîte de nuit
- William Phipps : le jeune fermier
- Harry Harvey : le banquier Hagenheimer, victime du braquage
- Jim Nolan : Schreiber
- Byron Foulger : Lambert
- Tom Kennedy (non crédité) : un policier

## À noter
- La chanson Burma-Shave tirée de l'album Foreign Affairs de Tom Waits s'inspire en partie du film[1].